# Ferdinando Cavalleri

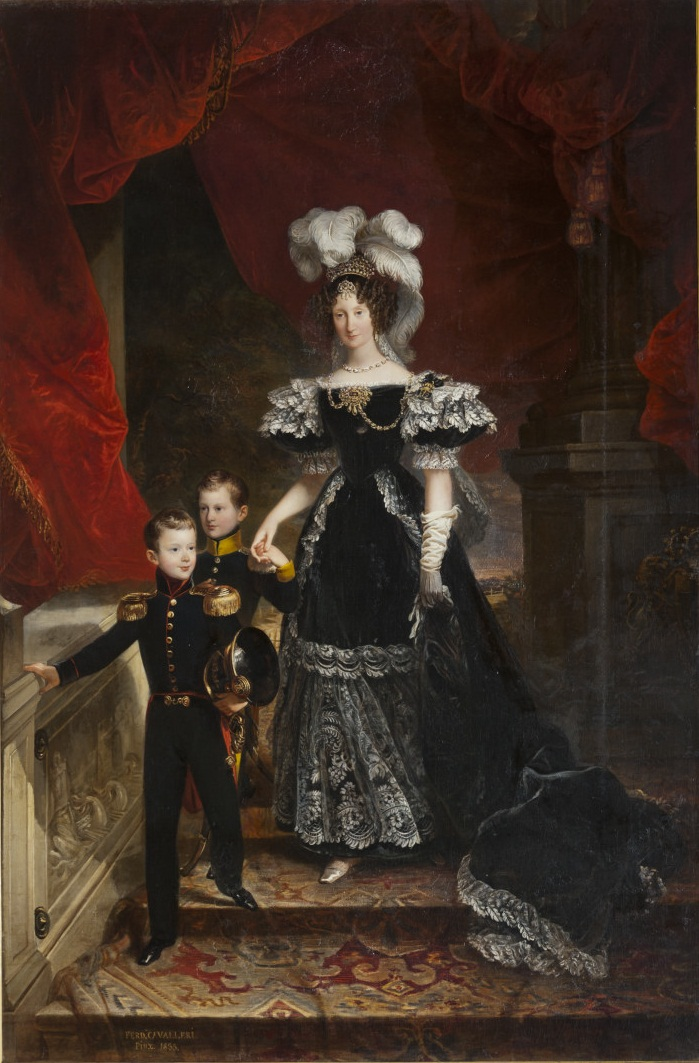
Ferdinando Cavalleri, Ritratto di Maria Teresa di Toscana, regina di Sardegna insieme ai figli, 1832.

Ferdinando Cavalleri (Roma, 16 marzo 1794 – Roma, 20 agosto 1865) è stato un pittore italiano, noto in particolare per le sue opere in stile neoclassico a carattere storico e per i suoi ritratti.

## Biografia

### Infanzia ed educazione
Nato a 1794 dal regio architetto Bartolomeo, torinese, e dalla romana Rosa Cremonesi. Studiò dapprima arte a Roma e a dodici anni fu inviato a Firenze a perfezionare la sua preparazione.

### Accademia di San Luca
Fu anche, in età più avanzata, professore all'Accademia di San Luca di Roma.

### Morte
Cavalleri morì nel 1865 a Roma, nell’ospedale di San Giacomo in Augusta.

## Opere
Tra le sue opere le più note sono:
- Ritratto di Carlo Alberto di Savoia, re di Sardegna.
- Ritratto di Maria Teresa di Toscana, regina di Sardegna insieme ai figli.
- La morte di Leonardo da Vinci.
- Eugenio di Savoia dopo la battaglia di Peterwardein.
- Autotitratto (custodito agli Uffizi, Firenze).